# Жиздринский Троицкий монастырь

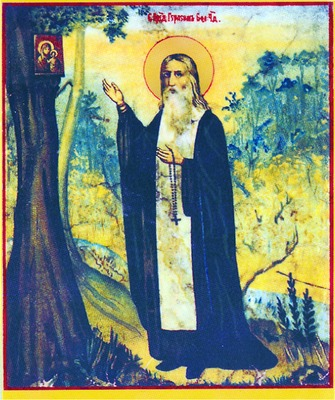
Преподобный Герасим Болдинский. Литография нач. 20 в.

Жиздринский Троицкий монастырь основан преподобным Герасимом Болдинским (+1554, память 14 мая) в 1547 году на правом берегу реки Жиздры при впадении в неё речки Бродны на возвышенном полуострове, образованным этими реками, являвшимися естественной защитой обители.
Жиздринский Троицкий монастырь был укреплением на Жиздринской засечной черте, созданной по указу царя Иоанна Васильевича IV Грозного.
Придя из Троицкого Болдина монастыря в Брынские (Брянские) леса, преподобный Герасим срубил себе келью, начал рубить лес. На своих плечах авва Герасим снëс его в одно место, возвëл несколько построек и тем положил основание новому монастырю.
За небольшое время около него собралось братии до 42 человек, была выстроена церковь во имя Живоначальной Троицы с приделами Введения во храм Пресвятой Богородицы и преподобного Сергия Радонежского. Устроив монастырь и поставив в нём игуменом своего ученика Петра (Коростелева), преподобный Герасим возвратился в Троицкий Болдин монастырь.
Иван IV пожаловал Жиздринскому Троицкому Введенскому монастырю село Запрудье и починки Кобылье, Догорье и Крутую в Сухиницком стане Мещовского уезда.
Много лишений претерпел монастырь во времена польского нашествия, но выстоял, и в Писцовых книгах за 1614—1616 годы упоминается, что настоятелем (строителем) в нём был игумен Варлаам (Медведев), а проживало там девять монахов.
Писцовые книги 1646 г.: Троицкий Жиздринский монастырь – вотчина с. Запрудное, д. Крутая, д. Загоричи (24 дворов крестьянских, 86 чел., 14 дв. бобыльских, 26 чел.) в Сухиничском стане.
В 1683 году по описи подьячего Константина Ушакова в Жиздринском Троицком монастыре стояли: церковь во имя Живоначальной Троицы, церковь Введения во храм Пресвятой Богородицы, деревянная колокольня о трёх ярусах с пятью колоколами, деревянная келья строителей (братии), поварня, хлебная, два погреба, двор конюшенный, семнадцать ульев с пчёлами. Монастырь обнесён оградой деревянной. Братии: строитель (настоятель) старец Сергий, казначей старец Никифор, два священника (иеромонаха), послушник, повар.
За монастырём стоял гостиный двор, имевший три избы. В то время Жиздринский Троицкий монастырь получил наибольший расцвет, так как во второй половине XVII века усиленно начала развиваться торговля России и Украины. Основными торговыми путями, особенно зимой, были реки. Купцы из Москвы на Украину ехали через Калугу и Брянск, и Жиздринский Троицкий монастырь лежал именно на этом пути. В это же время в монастыре была построена деревянная церковь в честь преподобного Сергия Радонежского, сохранявшаяся до второй половины XX века. Вокруг монастыря стали селиться люди, образовав село, а впоследствии —город Жиздру.
В 1684 году приписан к Московскому Донскому монастырю. В 1740 году монастырь сгорел, и уже не взобновлялся — на его месте была построена Сергиевская церковь г. Жиздры
По Строеву: Строители монастыря: …Иосиф, 1634-38; Герасим определен 17 июня 1654; Филипп, 1679-81; Филарет, 1684-86, Сергий, 1683. Игумены: Исаия, в янв., апр. 1656; Михаил, 1660 и 61, 1663, в дек. 1665, 1666, уволен; Исаия, в июне, окт. 1671, в апр., окт. 1673, в июле 1674, 1675, 76.